# 扇谷健司
扇谷 健司（おおぎや けんじ、1971年1月3日 - ）は、神奈川県茅ヶ崎市出身の元サッカー審判員。2023年現在は日本サッカー協会 (JFA) 理事・審判委員会委員長。

## 来歴
藤沢西高校、青山学院大学で選手として所属した後、1998年に1級審判員登録した。2004年からはJリーグ、2005年からはJ1リーグの主審として活動している。長らく湘南ベルマーレ、シミズオクトの社員を務めながら審判活動を行っていたが、2007年からはスペシャルレフェリー（SR、現プロフェッショナルレフェリー：PR）として登録された。2010年8月8日のJ1第17節・ヴィッセル神戸-浦和レッズ戦で通算18人目のJ1主審100試合を達成した。
2007年から2010年まで国際審判員としても活動した。
2017シーズンをもって引退。鈴木隆行の引退試合で後半から追加副審を務めて引退した。
引退後はJFA審判委員会トップレフェリーグループマネジャーとして後身の指導に当たる傍ら、2020年シーズンからJ1のリーグ戦でビデオ・アシスタント・レフェリー (VAR) が導入されるのにあたり、VARの運用についてメディア向けの対応を行い、自身もVAR専任の審判員として登録されていた。
2022年のJFA評議委員会でJFA審判委員会委員長に選任された。

## 判定への評価等
主審をつとめたJ1第14節大分トリニータ－鹿島アントラーズ戦（2007年6月9日・大分スポーツ公園総合競技場）において、得失点に絡む4つのプレーでファウルを取らなかったとして、試合後、鹿島がJリーグに意見書を提出する事態に。結果、同リーグは「4つすべてが誤審で、鹿島に3度のPKがあった」と認定した。
2023年6月2日 、J1第13節鹿島アントラーズ－名古屋グランパス戦（同年5月14日・国立競技場・主審：木村博之）における鹿島FW・鈴木優磨の、得点後に同主審をにらみ付ける等の一連の態度に対し、日本サッカー協会審判委員会・レフェリーブリーフィングで話し合いが持たれ、審判委員長として「非常に大きな問題。誰がどうこうは別として、ああいうことがピッチ上で行われてはいけない。リーグをより良くしていく中で、あってはならない。あれを相手選手やサポーターにやったら大乱闘になる。レフェリーがしっかり対応しないといけない。」とコメントを発表した。同3日、鹿島は「公式戦直前のタイミングでレフェリーブリーフィングでコメントが発出されたこと、同ブリーフィングにおける各種コメントにおいて審判員が特定される表現や発言が避けられている中で、当該選手の行為については選手名が特定されていることをクラブとして問題視し、同様の事象発生を防ぐため」同委員会に抗議文を提出した事を発表した。

## 主審記録
| 年度 | カテゴリ                   | 試合 |           | 得点 | 平均 得点 | 警告 | 退場     | 退場 | 平均 警告数 | 平均 退場数 | 退 席 |  |    | 勝利/ 引分 | 勝率/ 引分率 （%） |
| ---- | -------------------------- | ---- | --------- | ---- | --------- | ---- | -------- | ---- | ----------- | ----------- | ----- |  | -- | ---------- | ------------------ |
| 年度 | カテゴリ                   | 試合 | 一発 退場 | 得点 | 平均 得点 | 警告 | 警告 2回 |      | 平均 警告数 | 平均 退場数 | 退 席 |  |    | 勝利/ 引分 | 勝率/ 引分率 （%） |
| 2006 | J1・J2 ナビスコ            | 24   | H         | 38   | 1.58      | 60   | 1        | 1    | 2.50        | 0.083       | 0     |  | H  | 15         | 62.5               |
| 2006 | J1・J2 ナビスコ            | 24   | A         | 16   | 0.67      | 66   | 1        | 5    | 2.75        | 0.250       | 1     |  | A  | 4          | 16.7               |
| 2006 | J1・J2 ナビスコ            | 24   | 計        | 54   | 2.25      | 126  | 2        | 6    | 5.25        | 0.333       | 1     |  | 分 | 5          | 20.8               |
| 2007 | J1・J2 ナビスコ ゼロックス | 33   | H         | 49   | 1.48      | 76   | 2        | 3    | 2.30        | 0.152       | 0     |  | H  | 9          | 27.3               |
| 2007 | J1・J2 ナビスコ ゼロックス | 33   | A         | 44   | 1.33      | 96   | 3        | 3    | 2.91        | 0.182       | 0     |  | A  | 15         | 45.5               |
| 2007 | J1・J2 ナビスコ ゼロックス | 33   | 計        | 93   | 2.82      | 172  | 5        | 6    | 5.21        | 0.333       | 0     |  | 分 | 9          | 27.3               |
| 2008 | J1・J2・入替 ナビスコ      | 28   | H         | 33   | 1.18      | 52   | 0        | 2    | 1.86        | 0.071       | 0     |  | H  | 11         | 39.3               |
| 2008 | J1・J2・入替 ナビスコ      | 28   | A         | 31   | 1.11      | 67   | 0        | 0    | 2.39        | 0.000       | 0     |  | A  | 10         | 35.7               |
| 2008 | J1・J2・入替 ナビスコ      | 28   | 計        | 64   | 2.29      | 119  | 0        | 2    | 4.25        | 0.071       | 0     |  | 分 | 7          | 25.0               |